# 矢口空
矢口 空（やぐち そら、1985年9月8日 - ）は日本の俳優・モデル。身長182cm。血液型A型。
所属事務所はクイーンズファクトリー。茨城県出身。旧芸名は鶴見 知大（つるみ ともひろ）。

## 人物
会話の内容がフワフワしていることがあり、その場にいる人たちをトークの迷子に巻き込むところから樹海系男子と呼ばれる。
2011年から人気ミュージカル・テニスの王子様2ndシーズンにて河村隆役を好演。

デビュー以来本名である鶴見知大として活動していたが2012年5月に矢口空に改名。
- 幼稚園教諭二種、保育士の資格を有している。
- 特技:ピアノ、ドラム、殺陣
- 趣味:バスケットボール、サーフィンなどスポーツ全般

バスケットボールはチームに所属し大会に出場するなど本格的に取り組んでいる。

## 芸歴

### 舞台
- ミュージカル「DEAR BOYS」（2007年12月） - 藤原拓弥 役
- 「BOYS LOVE stage」（2008年4月） - 草刈修 / クサカリ 役
- ミュージカル「DEAR BOYSvs.EAST HONMOKU」（2008年7月） - 藤原拓弥 役
- 「幕末太陽伝〜RUN&RUN」（2009年1月） - 櫂駿輔 役
- 「恋人は透明人間」（2009年7月） - 近藤 役
- 「CONTINUE-Ultimate Games-」（2009年10月）
- 「タクミくんシリーズ〜そして春風にささやいて〜」（2009年12月） - 片倉利久 役
- Be With プロデュース VOL.10　<Christmas Carol>（2009年12月）
- 「美童浪漫大活劇〜八犬伝〜第一部」（2010年7月） - 網乾左母二郎 役
- ミュージカル・テニスの王子様2ndシーズン - 河村隆 役
  - 青学VS不動峰（2011年1月 - 2月）
  - 青学VS聖ルドルフ・山吹（2011年4月 - 5月）
  - 青学VS氷帝（2011年7月 - 9月）
  - 青学VS六角（2011年12月 - 2012年2月）
  - 青学VS立海（2012年7月 - 9月）
- 「不思議な町の王子様　第二章（2013年2月） - 芹沢那智 役
- Be With プロデュース VOL.25 THE BUTTERFLY EFFECT CHRONICLE<Blood Heaven〜第七天国 Sad wings>（2013年4月）
- 「ラズベリーボーイ!!」（2013年10月） - 熊川潤一 役
- 「STAGE×12 vol.7─すべりだいん─」（2013年11月） - 翔 役
- 「サムライカウボーイ」（2013年12月） - 主演・ジム 役
- 「男おいらん」（2014年3月、東京/5月、名古屋） - 華組：光祐　役

### イベント・コンサート
- ミュージカル・テニスの王子様2ndシーズン
  - コンサート Dream Live 2011（2011年11月）
  - 春の大運動会2012（2012年5月）
  - コンサート SEIGAKU Farewell Party（2012年10月）

### テレビ
- 月曜ゴールデン 西村京太郎サスペンス 十津川警部シリーズ 第40回作特別記念作品「生命」（TBS）
- シャキーン（NHK）
- サキよみ ジャンBANG!（テレビ東京）
- 男子ing ラズベリーボーイ＆ガール（仮）（TOKYO MX）
- HERO 第1話（2014年7月14日、フジテレビ）
- ありえへん∞世界（2014年11月4日、テレビ東京）

### CM
- 学生情報センター「nasic」
- 「かどやの純正ごま油」

### 映画
- 20世紀少年 ＜最終章＞ ぼくらの旗」（2009年） - 氷の女王一派メンバー役
- グラフィティ!!（2013年） - 謎の男・天野役

### DVD
- 「love×love 男の娘」（2014年4月）

### ラジオ
- バナフェス!ラジオ「矢口空の台本なし!」（2013年）

### 写真集
- 「Boys/REAL イノセントゲーム」（ワニブックス）
- 「AMBITIOUS No.7」
- 1stフォトブック「INFINITY」（撮影:浦田大作）

### モデル
- ウェディングモデル
- インフォマーシャルDVD（SEGA）
- ニンテンドーDS「ピクトイメージズ」
- 家庭科総合情報誌　スタイリッシュ - 2008年モデル
- イーモバイルスクエアスペシャルブログ - 三津屋信吾役
- Kadoya（Rodeo drive） - リーフレットモデル
- auIS03キャンペーン懸賞アプリ - モデル（東海地方限定）